# Alain Cayzac
Alain Cayzac (ur. 2 czerwca 1941 w Évreux) – francuski przedsiębiorca, prezes Paris Saint-Germain od czerwca 2006 roku do kwietnia 2008 roku.
Uzyskując dyplom HEC Paris, Alain Cayzac rozpoczął swoją karierę w firmie zajmującej się reklamą w 1969 roku. Potem obejmował liczne funkcje związane ze sportem. Jest członkiem komitetu kierowniczego Paris Saint-Germain od 1986 roku, jest także mniejszościowym udziałowcem klubu (2%) od 1991 roku do 2005.